# Gotham Awards 2022

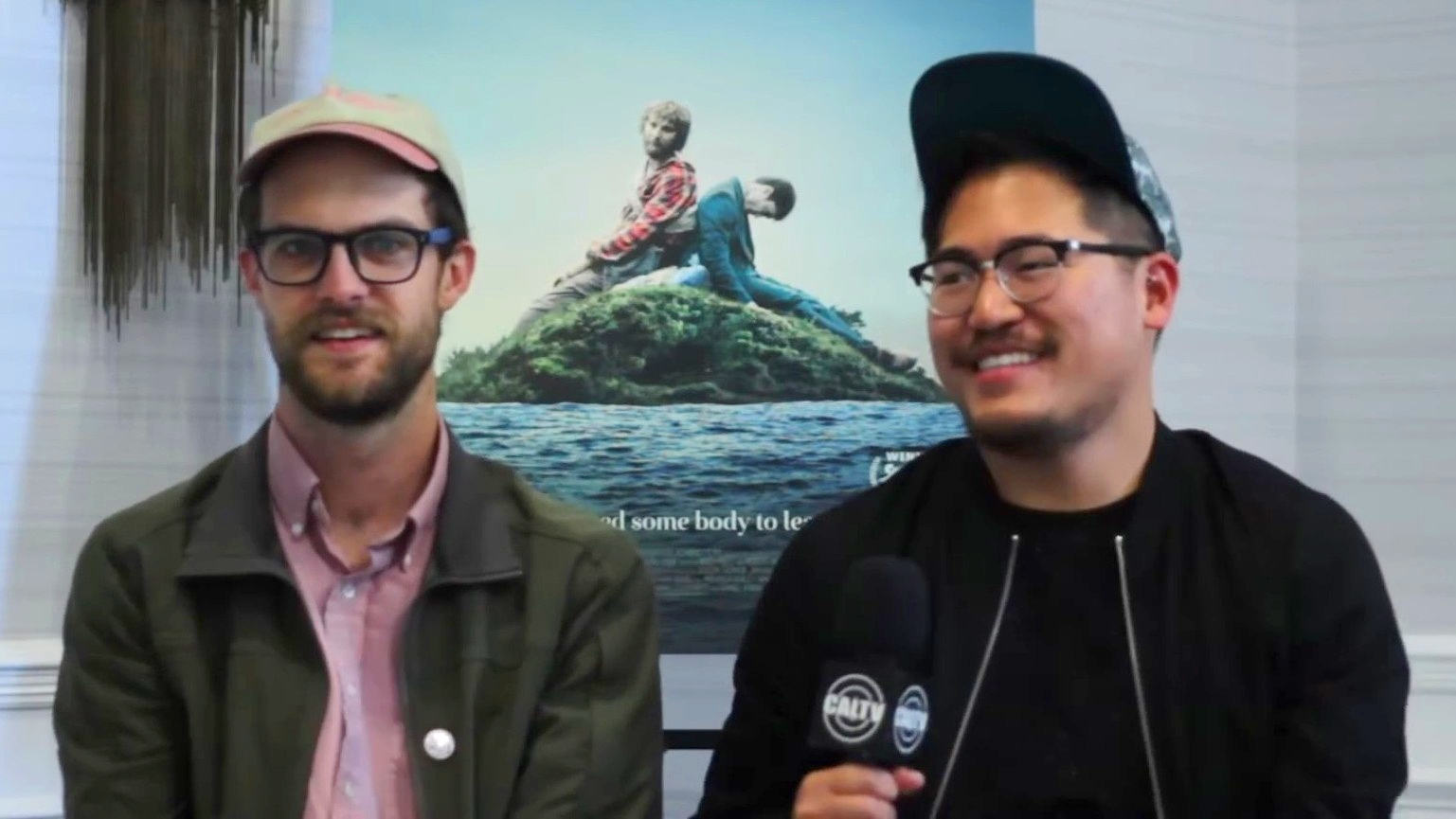
Daniel Scheinert und Dan Kwan (rechts), Regisseure des preisgekrönten Films Everything Everywhere All at Once

Die 32. Verleihung der Gotham Awards fand am 28. November 2022 in New York statt. Die Mitglieder des Gotham Film & Media Institute (bis 2021 als Non-Profit-Organisation Independent Filmmaker Project – IFP bekannt) zeichneten dabei die aus ihrer Sicht besten Independent-Filme und Fernsehproduktionen des Jahres aus. Die Preisverleihung bildet traditionell den Auftakt zur nordamerikanischen Filmpreissaison („Film Awards Season“), an deren Ende die Oscarverleihung steht. Als bester Film setzte sich der Science-Fiction-Streifen Everything Everywhere All at Once, als beste langformatige Serie Pachinko durch.

## Hintergrund
| Film                                | N | A |
| ----------------------------------- | - | - |
| Tár                                 | 5 | 1 |
| Aftersun                            | 4 | 1 |
| Die Aussprache                      | 3 | 0 |
| Everything Everywhere All at Once   | 3 | 2 |
| The Inspection                      | 3 | 0 |
| After Yang                          | 2 | 0 |
| Bones and All                       | 2 | 0 |
| Murina                              | 2 | 1 |
| We’re All Going To The World’s Fair | 2 | 0 |

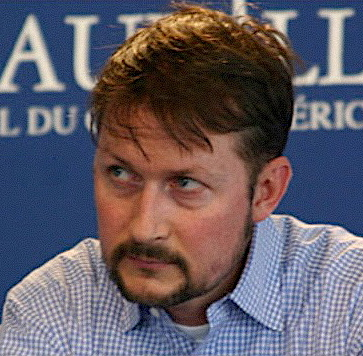
Todd Field, Regisseur des favorisierten Films Tár

Die Nominierungen waren am 25. Oktober 2022 von der Schauspielerin Angelica Ross und Jeffrey Sharp, Executive Director des Gotham Film & Media Institute bekanntgegeben worden. Insgesamt waren 23 Spielfilme, 15 Serien und 35 Film- und Fernsehrollen in zwölf Preiskategorien berücksichtigt worden. US-amerikanische Kinoproduktionen mit Produktionskosten von mehr als 35 Millionen US-Dollar konnten sich nicht für die Preisverleihung qualifizieren.
Als Favorit mit fünf Nennungen galt das Musikdrama Tár von Todd Field, dicht gefolgt von dem Jugendfilm Aftersun von Charlotte Wells (4 Nominierungen). Während Tár und Aftersun die Preise für Drehbuch bzw. Nachwuchsregie erhielten, setzte sich Everything Everywhere All at Once von Daniel Scheinert und Dan Kwan als erfolgreichster Film des Abends durch. Der dreifach nominierte Science-Fiction-Streifen siegte in den Kategorien Bester Film und Beste Nebenrolle (Ke Huy Quan). Für ihre Darstellung in Tár hatte die deutsche Schauspielerin Nina Hoss ebenfalls eine Nennung in der Kategorie Beste Nebenrolle erhalten.
Bereits vor der Verleihung waren Ehrenpreisträger in sieben Kategorien vorgestellt worden. Eine postume Auszeichnung erhielt der Schauspieler Sidney Poitier („Icon Tribute“) für seine Verdienste in Hollywood und sein Engagement in der US-Bürgerrechtsbewegung zuerkannt.
In den Fernsehkategorien gab es vorab keinen klaren Favoriten. Jeweils sieben Produktionen erhielten zwei Nominierungen: Abbott Elementary, As We See It, Pachinko – Ein einfaches Leben, Severance, Station Eleven, This Is Going to Hurt und Yellowjackets. Als beste langformatige Serie (über 40 Minuten Laufzeit) setzte sich Pachinko – Ein einfaches Leben durch, während Ben Whishaw (This Is Going to Hurt) mit dem einzig ausgelobten Darstellerpreis für die Beste neue Rolle geehrt wurde.

## Preisträger und Nominierungen

### Kino

#### Bester Film
Everything Everywhere All at Once – Regie:  Daniel Kwan, Daniel Scheinert; Produktion: Daniel Kwan, Mike Larocca, Anthony Russo, Joe Russo, Daniel Scheinert, Jonathan Wang
- nominiert:
  - Aftersun – Regie: Charlotte Wells; Produktion: Mark Ceryak, Amy Jackson, Barry Jenkins, Adele Romanski
  - The Cathedral – Regie: Ricky D’Ambrose; Produktion: Graham Swon
  - Dos Estaciones – Regie: Juan Pablo González; Produktion: Makena Buchanan, Ilana Coleman, Jamie Gonçalves, Bruna Haddad
  - Tár – Regie: Todd Field; Produktion: Todd Field, Scott Lambert, Alexandra Milchan

#### Bester Dokumentarfilm
All That Breathes – Regie/Produktion: Shaunak Sen; Produktion: Teddy Leifer, Aman Mann
- nominiert:
  - All the Beauty and the Bloodshed – Regie: Laura Poitras; Produktion: Howard Gertler, Nan Goldin, Yoni Golijov, John Lyons
  - I Didn’t See You There – Regie: Reid Davenport, Produktion: Keith Wilson
  - The Territory – Regie: Alex Pritz; Produktion: Darren Aronofsky,  Sigrid Dyekjær, Lizzie Gillett, Will N. Miller, Alex Pritz, Gabriel Uchida
  - What We Leave Behind – Regie: Iliana Sosa; Produktion: Isidore Bethel, Emma D. Miller, Iliana Sosa

#### Bester internationaler Film
Das Ereignis (L’événement; Frankreich) – Regie: Audrey Diwan; Produktion: Edouard Weil, Alice Girard
- nominiert:
  - The Banshees of Inisherin (Irland, Vereinigtes Königreich) – Regie: Martin McDonagh; Produktion: Graham Broadbent, Peter Czernin, Martin McDonagh
  - Corsage (Österreich, Luxemburg, Frankreich, Belgien, Italien, England) – Regie: Marie Kreutzer; Produktion: Janine Jackowski, Maren Ade, Alexander Glehr, Bernard Michaux, Jonas Dornbach, Jean-Christophe Reymond, Johanna Scherz
  - Die Frau im Nebel (헤어질 결심 Haeojil gyeolsim; Südkorea) – Regie: Park Chan-wook; Produktion: Park Chan-wook, Go Dae-suk
  - Saint Omer (Frankreich) – Regie: Alice Diop; Produktion: Toufik Ayadi, Christophe Barral

#### Bestes Drehbuch
Todd Field – Tár
- nominiert:
  - Lena Dunham – Catherine, Lady wider Willen (Catherine Called Birdy)
  - James Gray – Zeiten des Umbruchs (Armageddon Time)
  - Kogonada – After Yang
  - Sarah Polley – Die Aussprache (Women Talking)

#### Beste Hauptrolle
Danielle Deadwyler – Till – Kampf um die Wahrheit (Till)
- nominiert:
  - Cate Blanchett – Tár
  - Dale Dickey – A Love Song
  - Colin Farrell – After Yang
  - Brendan Fraser – The Whale
  - Paul Mescal – Aftersun
  - Thandiwe Newton – God’s Country
  - Aubrey Plaza – Emily the Criminal
  - Taylor Russell – Bones and All
  - Michelle Yeoh – Everything Everywhere All at Once

#### Beste Nebenrolle
Ke Huy Quan – Everything Everywhere All at Once
- nominiert:
  - Jessie Buckley – Die Aussprache (Women Talking)
  - Raúl Castillo – The Inspection
  - Hong Chau – The Whale
  - Brian Tyree Henry – Causeway
  - Nina Hoss – Tár
  - Noémie Merlant – Tár
  - Mark Rylance – Bones and All
  - Gabrielle Union – The Inspection
  - Ben Whishaw – Die Aussprache (Women Talking)

#### Beste Nachwuchsregie (Bingham Ray Breakthrough Director Award)
Charlotte Wells – Aftersun
- nominiert:
  - Beth de Araújo – Soft & Quiet
  - Elegance Bratton – The Inspection
  - Owen Kline – Funny Pages
  - Antoneta Alamat Kusijanović – Murina
  - Jane Schoenbrun – We’re All Going To The World’s Fair

#### Beste Nachwuchsleistung
Gracija Filipović – Murina
- nominiert:
  - Anna Cobb – We’re All Going To The World’s Fair
  - Frankie Corio – Aftersun
  - Anna Diop – Nanny
  - Kali Reis – Catch the Fair One

### Fernsehen
| Film                           | N | A |
| ------------------------------ | - | - |
| Abbott Elementary              | 2 | 0 |
| As We See It                   | 2 | 0 |
| Pachinko – Ein einfaches Leben | 2 | 1 |
| Severance                      | 2 | 0 |
| Station Eleven                 | 2 | 0 |
| This Is Going to Hurt          | 2 | 1 |
| Yellowjackets                  | 2 | 0 |

#### Beste Serie – Langform (Laufzeit über 40 Minuten)
Pachinko – Ein einfaches Leben – Idee: Soo Hugh; Executive Producers: Justin Chon, Michael Ellenberg, Theresa Kang-Lowe, Kogonada, Richard Middleton
- nominiert:
  - Severance – Idee: Dan Erickson; Executive Producers: Chris Black, John Cameron, Jackie Cohn, Andrew Colville, Dan Erickson, Mark Friedman, Ben Stiller, Nicholas Weinstock
  - Station Eleven – Idee: Patrick Somerville; Executive Producers: Scott Delman, Nate Matteson, Hiro Murai, Jeremy Podeswa, Jessica Rhoades, Dylan Russell, Scott Steindorff
  - This Is Going to Hurt – Idee: Adam Kay; Executive Producers: James Farrell, Jane Featherstone, Adam Kay, Naomi De Pear, Ben Whishaw
  - Yellowjackets – Idee: Ashley Lyle, Bart Nickerson; Executive Producers: Drew Comins, Karyn Kusama, Jonathan Lisco, Ashley Lyle, Bart Nickerson, Liz Phang, Ameni Rozsa, Sarah L. Thompson, Jamie Travis, Brad Van Arragon

#### Beste Serie – Kurzform (Laufzeit unter 40 Minuten)
Mo – Idee: Mohammed Amer, Ramy Youssef; Executive Producers: Mohammed Amer, Solvan „Slick“ Naim, Ravi Nandan, Hallie Sekoff, Ramy Youssef
- nominiert:
  - Abbott Elementary – Idee: Quinta Brunson; Executive Producers: Quinta Brunson, Randall Einhorn, Justin Halpern, Patrick Schumaker
  - As We See It – Idee: Jason Katims; Executive Producers: Shlomit Arvis, Amit Gitelzon, Dana Idisis, Jason Katims, Jeni Mulein, Udi Segal, Danna Stern, Yuval Shafferman
  - Rap Sh!t – Idee: Issa Rae; Executive Producers: Dave Becky, Jonathan Berry, Deniese Davis, Montrel McKay, Issa Rae, Syreeta Singleton
  - Somebody Somewhere  – Idee: Hannah Bos, Paul Thureen; Executive Producers: Hannah Bos, Patricia Breen, Jay Duplass, Mark Duplass, Mel Eslyn, Bridget Everett, Tyler Romary, Carolyn Strauss, Paul Thureen

#### Beste Dokumentarserie
We Need To Talk About Cosby – Regie: W. Kamau Bell
- nominiert:
  - The Andy Warhol Diaries – Regie: Andrew Rossi
  - The Last Movie Stars – Regie: Ethan Hawke
  - Mind Over Murder – Regie: Ethan Hawke
  - The Rehearsal – Regie: Nathan Fielder

#### Beste Rolle in einer neuen Serie
Ben Whishaw – This Is Going to Hurt
- nominiert:
  - Bilal Baig – Sort Of
  - Ayo Edebiri – The Bear: King of the Kitchen (The Bear)
  - Janelle James – Abbott Elementary
  - Kim Min-ha – Pachinko – Ein einfaches Leben
  - Matilda Lawler – Station Eleven
  - Britt Lower – Severance
  - Melanie Lynskey – Yellowjackets
  - Zahn McClarnon – Dark Winds
  - Sue Ann Pien – As We See It

### Sonderpreise
| Kategorie            | Preisträger                                         |
| -------------------- | --------------------------------------------------- |
| Performance Tribute  | Adam Sandler und Michelle Williams                  |
| Ensemble Tribute     | Schauspielensemble von Fire Island                  |
| Gotham Impact Salute | Internationale Filmfestspiele von Venedig           |
| Filmmaker Tribute    | Gina Prince-Bythewood                               |
| Innovator Tribute    | Don Katz                                            |
| Industry Tribute     | Peter Kujawski und Jason Cassidy von Focus Features |
| Icon Tribute         | Sidney Poitier (postum)                             |